# Lop Nor
Lop Nor (Lop-nor, Lop Nur) är en uttorkad saltsjö i Bayingolin i Xinjiang i nordvästra Kina.
Lop Nor låg i Tarimbäckenet och fick sitt vatten från Tarimfloden. Sjön utforskades av Sven Hedin som visade att sjön "vandrade", det vill säga förändrade sitt geografiska läge, i Taklamakanöknen.
Under senglacialtid var enligt Erik Norin hela Tarimbäckenet fyllt av en sjö av ungefär Kaspiska havets storlek. Genom olikformig landhöjning stjälptes Tarimsjöns vatten åt öster, varvid "Stor-Lop Nor" med sött vatten bildades.
Efter istiden började sjön torka och fick salt vatten. Omkring 300 e.Kr. lämnade Tarimfloden sitt dåvarande östliga lopp och tog vägen åt söder och sydost, varvid den gamla Lop Nor försvann och kvarlämnade en steril saltskorpa. Staden Lou-lan vid sjöns strand övergavs.
Istället bildades vid foten av Altun Shan en ny sjö som senare kom att kallas Kara-koschun, anges ha "upptäckts" av Nikolaj Przjevalskij 1877 och då antogs vara identisk med Lop Nor även om man inte kände till flyttningarna. 1901 visade Sven Hedin att en ändring av loppet var nära förestående, och 1921 återtog Tarim sitt forna lopp varefter Kara-koschun försvann.
Sjön minskade successivt i omfång och kan sägas ha torkat ut 1972 även om mindre sjöar och träsk bildas säsongsvis. Den svenske kartografen Johan Gustaf Renat hade redan i början av 1700-talet upptäckt Lop Nor och ritat kartor över området, vilka August Strindberg använde vid Strindbergsfejden för att påvisa att Hedin inte var förste svensk att finna sjön. Kartorna hade Strindberg funnit i Linköpings stiftsbibliotek 1879.
Sedan 1960-talet har kinesiska Folkets befrielsearmés andra artillerikår genomfört kärnvapenprov i området nära Lop Nor.